# بلوس500
بلس500 هي شركة تجارية على الإنترنت تأسست في عام 2008. مسجلة في سوق لندن للأوراق المالية. تزود حلبة تداول عقود الفروقات في مجموعة من أهم الأسواق المالية. يتم قبول أسهم الشركة الأم للتداول في سوق الاستثمارات البديلة (AIM) في سوق لندن للأوراق المالية.

## التاريخ
تم تأسيس الشركة من قبل خمسة من خريجي التخنيون - معهد للتقنية، باستثمار أوّلي قدره 400,000 دولار أمريكي ساهم به ألون جونين، المدير الإداري للشركة.
في 2018 ، تم إدراج أسهم Plus500 Ltd للتداول في السوق الرئيسي لبورصة لندن للشركات المدرجة.

## العمليات
لشركة مسجلة في المملكة المتحدة حيث يقع مقرها الرئيسي ولديها مكاتب في كل من إسرائيل وأستراليا. يقع مقرها الرئيسي في لندن. تمثلت الخدمة في البداية بنظام تداول قائم على الحاسوب الشخصي. في عام 2010، طرحت الشركة إصدار المتصفح الخاص بها لمستخدمي نظامي تشغيل ماك أو إس و لينكس. في عام 2011، قاموا بإطلاق تطبيقهم الأول لمستخدمي آي باد و آي فون وخلال السنة التالية قاموا بإطلاق تطبيق أندرويد.
وقد أفادت التقارير بأنه تم إجراء 40% من الصفقات من قبل إما الهواتف الذكية أو الأجهزة اللوحية. خلال مقابلة أجريت معه، تحدث الرئيس التنفيذي للشركة جال هابر عن عملية التوظيف المكثفة التي يتوجب على كل مرشح المرور بها، حيث قد تستغرق فترة من حوالي ستة إلى عشرة أشهر.

## عقد الفرق
تعمل بلاس500 على تقديم خدمة عقود الفروقات (CFD) في مجموعة من الأدوات المالية.
تم تأسيس الشركة خلال فترة الركود الاقتصادي 2008 حينما كان المستثمرون يبحثون في مختلف الخيارات المرنة والأوسع نطاقًا. ظهرت كل من الأدوات المالية الاشتقاقية المتاحة وعقود الفروقات بوصفها المنتج المفضّل.

## 500Affiliates
500Affiliates هو برنامج المشاركة التسويقي الرسمي التابع لـ بلاس500 والذي تقدمه الشركة لإحالة المتداولين الجدد عبر مالكي مواقع الويب ومسوقي الإنترنت الآخرين. يوجد لدى البرنامج أكثر من 70,000 شركة تابعة مسجلة في جميع أنحاء العالم، ويضم نطاق عمله 50 سوقًا، وهو متاح في 29 لغة. وقد تم اعتباره أحد أكثر برامج المشاركة التسويقية ربحية من قبل العديد من مواقع أخبار التداول.

## الأقلمة
الموقع والمنصة هما متاحان في 31 لغة مختلفة في ما يزيد عن 30 نطاقًا مختلفًا.

## الطرح الأولي العام
أعلنت الشركة عن الطرح الأولي العام الخاص بها في الأسبوع الأول من شهر يوليو/ تموز عام 2013 وبدأ التداول العام لأسهمها في سوق الاستثمارات البديلة (AIM) التابع لـ سوق لندن للأوراق المالية بتاريخ 22 يوليو/ تموز 2013، حيث جمعت ما يصل إلى 75 مليون دولار أمريكي، مما جعل رأس المال السوقي للشركة يصل إلى 200 مليون دولار أمريكي.

## التنظيم
Plus500UK Ltd هي مرخصة وتخضع لأنظمة سلطة السلوك المالي في المملكة المتحدة. في حين تخضع عملياتها الأسترالية لأنظمة مفوضية الأوراق المالية والاستثمارات الأسترالية.